# Дзампарини, Примо
При́мо Дзампари́ни (итал. Primo Zamparini; 9 февраля 1939, Фабриано, Марке — 21 августа 2024, Фабриано, Марке) — итальянский боксёр легчайшей весовой категории. В начале 1960-х годов выступал за сборную Италии: серебряный призёр летних Олимпийских игр в Риме, обладатель бронзовой медали чемпионата Европы, участник многих международных турниров и матчевых встреч. В период 1961—1966 боксировал на профессиональном уровне, но без особых достижений.

## Биография
Примо Дзампарини родился 9 февраля 1939 года в городе Фабриано, регион Марке. Первого серьёзного успеха на ринге добился в 1960 году, когда в легчайшем весе стал чемпионом Италии среди любителей. Благодаря череде удачных выступлений удостоился права защищать честь страны на летних Олимпийских играх в Риме — в полуфинале единогласным решением судей победил австралийца Оливера Тейлора, но в решающем матче со счётом 2:3 проиграл советскому боксёру Олегу Григорьеву.
Получив серебряную олимпийскую медаль, Дзампарини ещё в течение некоторого времени продолжал выходить на ринг в составе национальной сборной, принимая участие во всех крупнейших международных турнирах. Так, в 1961 году он во второй раз стал чемпионом Италии и съездил на чемпионат Европы в Белград, откуда привёз награду бронзового достоинства (в полуфинальном матче уступил представителю СССР Сергею Сивко. Вскоре после этих соревнований Дзампарини решил попробовать себя среди профессионалов и покинул сборную.
Его профессиональный дебют состоялся в сентябре 1961 года, своего первого соперника он победил техническим нокаутом в четвёртом раунде. В течение двух последующих лет провёл множество удачных поединков, но в январе 1963 года потерпел первое поражение. Несмотря на проигрыш, вскоре получил шанс побороться за титул чемпиона Италии в легчайшем весе, тем не менее, взять чемпионский пояс не удалось — после двенадцати раундов судьи провозгласили ничью. Впоследствии Дзампарини оставался действующим боксёром вплоть до 1966 года, но в последнее время в основном проигрывал, за пределы Италии не выезжал и в титульных матчах не участвовал. Всего в профессиональном боксе провёл 28 боёв, из них 16 окончил победой (в том числе 7 досрочно), шесть раз проиграл, в шести случаях была зафиксирована ничья.
Умер в Фабриано 21 августа 2024 года от последствий падения в возрасте 85 лет.